# Macintosh Quadra
La serie de ordenadores Macintosh Quadra de Apple Computer fue producto de la familia de ordenadores profesionales de altas prestaciones Macintosh construidos usando el procesador Motorola 68040. Los primeros dos modelos de la serie; Quadra 700 y Quadra 900 fueron presentados en 1991, y el nombre de Quadra fue utilizado hasta que llegó la Power Mac en 1994. El jefe de productos de la familia Quadra fue Frank Casanova, que en el pasado también fue gerente de producción de la Macintosh IIfx. La serie Quadra reemplazó a la serie Macintosh II como el producto de altas prestaciones de Apple.

## Modelos

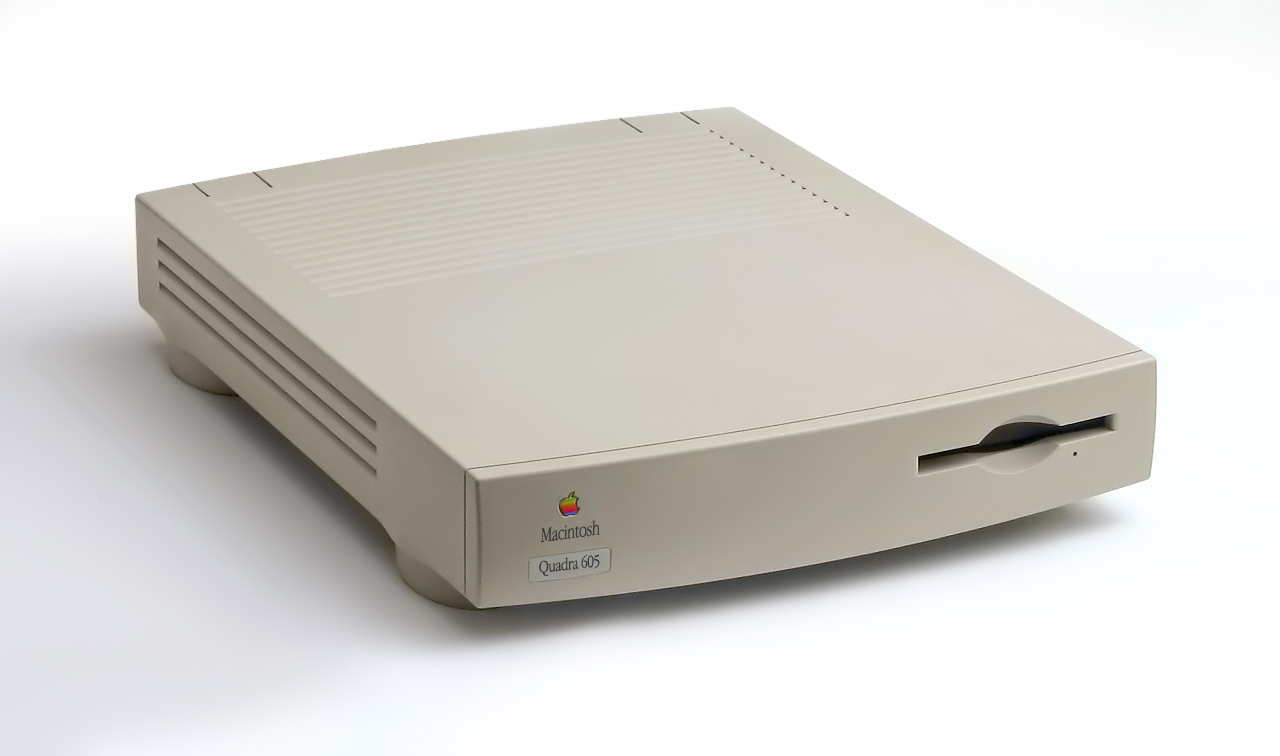
Macintosh Quadra 605, Una Quadra de bajas prestaciones.

Los primeros ordenadores que fueron parte de la serie Quadra fueron  Quadra 700 y Quadra 900, presentadas al público en 1991 con un procesador (CPU) de 25MHz de velocidad. La Quadra 700 fue un modelo compacto que tuvo las mismas dimensiones que la Macintosh IIci, con una ranura de expansión PDS, mientras que la Quadra 900 tuvo un diseño de torre con 5 ranuras de expansión NuBus y una ranura PDS. La 900 fue reemplazada en 1992 por la Quadra 950, que contaba con una velocidad de procesador de 33 MHz. A esta línea se le unieron varias máquinas de la serie 800 en un diseño de minitorre, empezando con la Quadra 800, y también de la serie 600, con modelo pizza box empezando con el Quadra 610.
En 1993 la serie Quadra AV fue lanzada, esta serie consistía en computadores de la serie Quadra 800 (Quadra 840AV) y de la serie 600 (Quadra 660AV), con velocidades de 40 MHz y 25 MHz respectivamente. Ambas incluyeron un procesador digital de señales de AT&T y puertos de entrada y salida de S-Video y video compuesto, así como puertos para audio y micrófono. Con la llegada de los modelos AV se presentó también PlainTalk, un paquete que contenía un software de texto a voz MacinTalk Pro y otro para el control de voz. Sin embargo, estas innovaciones no tuvieron el soporte adecuado, y el DSP se discontinuó en los modelos AV posteriores.

### Nombre
El nombre de Quadra también fue usado para los modelos que le siguieron a la línea de Macintosh Centris que existieron por poco tiempo durante 1993: Los modelos Macintosh Quadra 610, Macintosh Quadra 650 y Macintosh Quadra 660AV. Centris fue una serie de computadores de "mediana prestación" ubicados entre los Quadra (de alta prestación) y los LC(de baja prestación), pero se decidió que había demasiadas líneas de productos, y la línea se mezcló con los Quadra. Algunas máquinas, incluyendo la Quadra 605 también fueron vendidas como Performas, creando de esta forma más confusión en cuanto al nombre.
El último uso que se le dio al nombre Quadra fue para el Quadra 630, una variación del LC 630 que usaba un procesador Motorola 68040 en vez del 68LC040 usado por los modelos LC, y fue presentado en 1994. La 630 fue la primera computadora Mac en usar un bus IDE para la unidad de disco duro, mientras que las máquinas anteriores usaban SCSI.
Los primeros 3 modelos de la serie Apple Workgroup Server, el0 WGS 60, el WGS 80 y el WGS 95 se basaron en el Centris 610, el Quadra 800 y el Quadra 950, respectivamente.

## Procesador

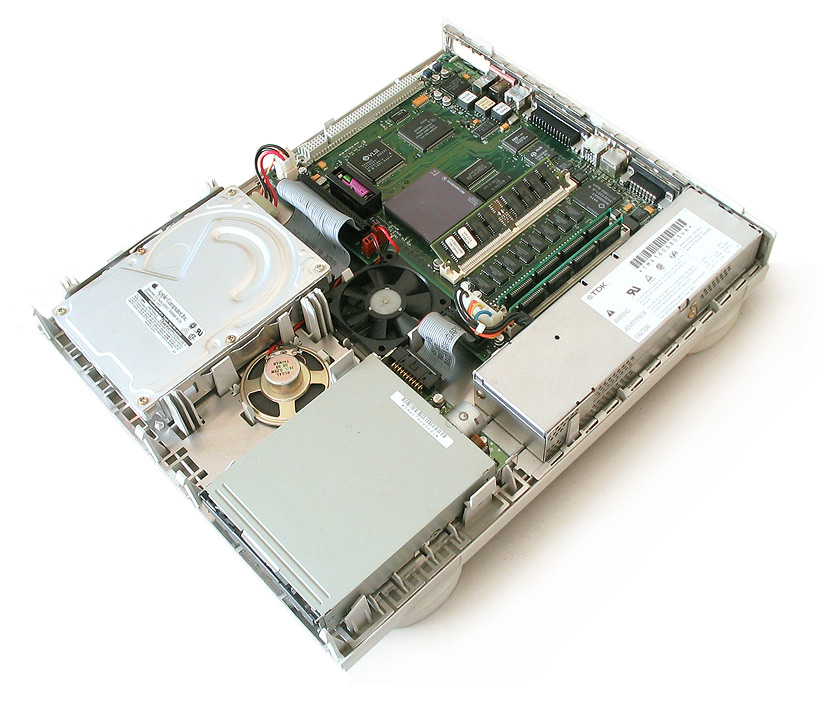
Vista interna de un Quadra 605.

El cambio de procesador al Motorola 68040 no fue tan sencillo como en ocasiones anteriores, esto se debe al conjunto de instrucciones segmentadas y a las caché de datos del Motorola 68040, por esta razón, los Quadra tuvieron problemas de compatibilidad con código mutante (el cual incluía código de reubicación, problema común en el modelo de memoria de los sistemas operativos MAC). Apple arregló parcialmente este problema haciendo que la copia de la memoria básica del Mac OS vaciara las caché. Esto resolvió la gran mayoría de problemas de estabilidad al costo de limitar las capacidades del procesador Motorola 68040 en varios aspectos. Apple también presentó una variante de la llamada a la copia de memoria que no vaciaba las caché. Este nuevo arreglo funcionaba de tal forma que al ejecutarse en una versión antigua de Mac OS llamaría simplemente a la rutina anterior en la copia de la memoria. El efecto que produjo fue que muchas aplicaciones de alta demanda fueran muy lentas al iniciar o incluso propensas a fallar en el 68040, aunque los desarrolladores se adaptaron rápidamente a la nueva arquitectura utilizando las rutinas de la copia de la memoria en vez de rutinas propias, y evitando en la medida de lo posible tener que vaciar las caché.